# Грб Литванске ССР
Грб Литванске ССР је усвојен 1940. године, од стране владе Литванске ССР. Грб је дизајнирао Всеволодас Добужинскис. На грбу су се налазили литвански симболе пољопривреде, пшеница и гране храста. Излазеће сунце симбол је светле будућности литванског народа, а црвена звезда и срп и чекић представљају победу комунизма. 
Гране храста и сноп пшенице обавијала је црвена трака на којој је био исписано гесло Совјетског Савеза „Пролетери свих земаља, уједините се!“, на руском и литванском језику. На траци је исписана скраћеница имена државе, LTSR.
На грбу је до 1978. године храстово лишће било нешто тамније зелене боје.
Грб је био на снази до 1990. године, када је замењен данашњим грбом Литваније.